# Associazione Calcio Lecco 1952-1953
Questa pagina raccoglie le informazioni riguardanti l'Associazione Calcio Lecco nelle competizioni ufficiali della stagione 1952-1953.

## Stagione
In questa stagione 1952-1953 il Lecco con 46 punti ha vinto il campionato.
Il presidente Mario Ceppi intende rimediare alla retrocessione dalla Serie C avvenuta nella stagione precedente. Conferma perciò l'allenatore argentino Hugo Lamanna, il quale non cede Armando Bicicli e ottiene dal Milan il rientro dell'attaccante Marcello Vecchio. In difesa Lamanna inserisce il giovane difensore Carlo Galli.
La difesa, 11 reti subite in 30 partite, è il segreto della successo della squadra lecchese che vince il proprio girone.
Il girone di semifinale, riservato alle squadre del nord Italia, il Lecco lo termina a pari merito con Carrarese e Pordenone ed è perciò necessario una ulteriore sere di spareggi. Vincendo 3-0 la partita giocata a Vicenza contro i friulani, il Lecco ottiene il pronto riscatto e il ritorno in Serie C.

## Rosa
| N. |                   | Ruolo | Calciatore       |
| -- | ----------------- | ----- | ---------------- |
|    | Italia (bandiera) | C     | Armando Bicicli  |
|    | Italia (bandiera) | A     | Angelo Brena     |
|    | Italia (bandiera) | C     | Salvatore Campi  |
|    | Italia (bandiera) | A     | Antonio Caprioli |
|    | Italia (bandiera) | A     | Umberto Corradi  |
|    | Italia (bandiera) | D     | Piero Fioroni    |
|    | Italia (bandiera) | D     | Silvio Franchi   |
|    | Italia (bandiera) | D     | Carlo Galli      |
|    | Italia (bandiera) | C     | Armando Ghedini  |

| N. |                   | Ruolo | Calciatore          |
| -- | ----------------- | ----- | ------------------- |
|    | Italia (bandiera) | C     | Giuseppe Logaglio   |
|    | Italia (bandiera) | C     | Giovanni Martorelli |
|    | Italia (bandiera) | A     | Paolo Pellucchi     |
|    | Italia (bandiera) | A     | Ildefonso Redaelli  |
|    | Italia (bandiera) | C     | Pietro Radaelli     |
|    | Italia (bandiera) | P     | Vincenzo Rigamonti  |
|    | Italia (bandiera) | C     | Renato Spada        |
|    | Italia (bandiera) | D     | Enrico Tandardini   |
|    | Italia (bandiera) | A     | Marcello Vecchio    |

## Risultati

### Girone di andata
| Arbitro: | Babini (Ravenna) |

|               |           |                            |
| Martinali 53’ | Marcatori | 43’ Martorelli 88’ Bicicli |

| Arbitro: | Gay (Asti) |

|                       |           |  |
| Pantaleoni 23’ (aut.) | Marcatori |  |

| Arbitro: | Ferrari (Mantova) |

|  |           |                     |
|  | Marcatori | 41’ (aut.) Perego I |

| Lecco 19 ottobre 1952 4ª giornata | Lecco              | 0 – 0 | Trento | Stadio Mario Rigamonti\| Arbitro: \| Pacchioni (Varese) \| |
| Arbitro:                          | Pacchioni (Varese) |       |        |                                                            |

| Arbitro: | Fiore (Torino) |

|           |           |                                      |
| Villa 76’ | Marcatori | 6’ Bicicli 71’ Redaelli 80’ Logaglio |

| Arbitro: | Frisoni (Brescia) |

|                                     |           |  |
| Logaglio 7’ Corradi 26’ Bicicli 81’ | Marcatori |  |

| Manerbio 16 novembre 1952 7ª giornata | Marzotto Manerbio    | 0 – 0 | Lecco | Stadio Comunale\| Arbitro: \| Mazzoletti (Trieste) \| |
| Arbitro:                              | Mazzoletti (Trieste) |       |       |                                                       |

| Lecco 23 novembre 1952 8ª giornata | Lecco            | 0 – 0 | Ponte San Pietro | Stadio Mario Rigamonti\| Arbitro: \| Bonetto (Torino) \| |
| Arbitro:                           | Bonetto (Torino) |       |                  |                                                          |

| Bolzano 30 novembre 1952 9ª giornata | Bolzano            | 0 – 0 | Lecco | Stadio Druso\| Arbitro: \| Buiat (Monfalcone) \| |
| Arbitro:                             | Buiat (Monfalcone) |       |       |                                                  |

| Arbitro: | Gatti (Voghera) |

|             |           |  |
| Bicicli 36’ | Marcatori |  |

| Arbitro: | La Mesta (Pavia) |

|                            |           |  |
| Spada 16’, 43’ Bicicli 32’ | Marcatori |  |

| Arbitro: | N. Griggi (Brescia) |

|  |           |                                 |
|  | Marcatori | 17’, 65’, 80’ Brena 57’ Vecchio |

| Arbitro: | Pasini (Novara) |

|                           |           |  |
| Bicicli 6’ Spada 15’, 85’ | Marcatori |  |

| Arbitro: | Ubezio (Novara) |

|               |           |  |
| Aliprandi 46’ | Marcatori |  |

| Arbitro: | Delle Piane (Milano) |

|             |           |           |
| Corradi 14’ | Marcatori | 40’ Tinti |

### Girone di ritorno
| Arbitro: | Marcon (Padova) |

|                            |           |              |
| Bicicli 50’, 81’ Spada 71’ | Marcatori | 87’ Servalli |

| Arbitro: | Bellotto (Pordenone) |

|  |           |                          |
|  | Marcatori | 68’ Martorelli 76’ Brena |

| Arbitro: | Babini (Ravenna) |

|                      |           |  |
| Brena 6’ Vecchio 46’ | Marcatori |  |

| Arbitro: | Bonvicini (Treviso) |

|  |           |                      |
|  | Marcatori | 6’ Vecchio 32’ Campi |

| Arbitro: | Miot (Trieste) |

|                                                         |           |  |
| Vecchio 14’, 38’, 52’ Corradi 56’ Campi 75’ Bicicli 89’ | Marcatori |  |

| Arbitro: | Basciu (Genova) |

|            |           |                      |
| Pozzoli 2’ | Marcatori | 1’ Brena 14’ Corradi |

| Arbitro: | Scarpa (Verona) |

|                             |           |  |
| Vecchio 4’, 30’ Bicicli 66’ | Marcatori |  |

| Arbitro: | Rebuffo (Milano) |

|              |           |  |
| Marchesi 35’ | Marcatori |  |

| Arbitro: | Fiore (Torino) |

|             |           |  |
| Vecchio 82’ | Marcatori |  |

| Arbitro: | Verzè (Verona) |

|  |           |           |
|  | Marcatori | 34’ Brena |

| Arbitro: | Bondi (Bologna) |

|                     |           |                                   |
| Mariotto 37’ (rig.) | Marcatori | 11’ Brena 20’ Corradi 40’ Vecchio |

| Lecco 5 aprile 1953 27ª giornata | Lecco           | 0 – 0 | Merate | Stadio Mario Rigamonti\| Arbitro: \| Gatti (Voghera) \| |
| Arbitro:                         | Gatti (Voghera) |       |        |                                                         |

| Arbitro: | Dotta (Torino) |

|                 |           |  |
| Scarpellini 22’ | Marcatori |  |

| Arbitro: | Frisoni (Brescia) |

|  |           |           |
|  | Marcatori | 75’ Rossi |

| Arbitro: | Angelini (Firenze) |

|              |           |                         |
| Svanetti 80’ | Marcatori | 43’ Bicicli 87’ Vecchio |

### Girone finale
| Arbitro: | Fornari (Bologna) |

|             |           |  |
| Bicicli 63’ | Marcatori |  |

| Carrara 10 maggio 1953 2ª giornata | Carrarese P. Binelli | 0 – 0 | Lecco | Stadio Comunale\| Arbitro: \| Bondi (Bologna) \| |
| Arbitro:                           | Bondi (Bologna)      |       |       |                                                  |

| Pordenone 17 maggio 1953 3ª giornata | Pordenone        | 0 – 0 | Lecco | Stadio Ottavio Bottecchia\| Arbitro: \| Bonetto (Torino) \| |
| Arbitro:                             | Bonetto (Torino) |       |       |                                                             |

| Arbitro: | Basciu (Genova) |

|                           |           |             |
| Moiraghi 40’ Morosato 60’ | Marcatori | 54’ Corradi |

| Arbitro: | Ubezio (Novara) |

|                        |           |  |
| Ghedini 6’ Vecchio 30’ | Marcatori |  |

| Lecco 14 giugno 1953 6ª giornata | Lecco            | 0 – 0 | Pordenone | Stadio Mario Rigamonti\| Arbitro: \| Pasini (Bologna) \| |
| Arbitro:                         | Pasini (Bologna) |       |           |                                                          |

## Spareggi promozione
| Bologna 21 giugno 1953 Spareggio | Pordenone | 1 – 1 | Carrarese P. Binelli | Stadio Renato Dall'Ara |

| Arbitro: | Morini (Reggio Emilia) |

|                                       |           |  |
| Rosini 31’ Dell'Amico 32’ Benetti 78’ | Marcatori |  |

| Arbitro: | Angelini (Firenze) |

|  |           |                  |
|  | Marcatori | 52’, 78’ Corradi |

## Statistiche

### Statistiche di squadra
| Competizione | Punti | In casa | In casa | In casa | In casa | In casa | In casa | In trasferta | In trasferta | In trasferta | In trasferta | In trasferta | In trasferta | Totale | Totale | Totale | Totale | Totale | Totale | DR  |
| Competizione | Punti | G       | V       | N       | P       | Gf      | Gs      | G            | V            | N            | P            | Gf           | Gs           | G      | V      | N      | P      | Gf     | Gs     | DR  |
| ------------ | ----- | ------- | ------- | ------- | ------- | ------- | ------- | ------------ | ------------ | ------------ | ------------ | ------------ | ------------ | ------ | ------ | ------ | ------ | ------ | ------ | --- |
| IV Serie     | ..    | ..      | .       | .       | .       | ..      | ..      | ..           | .            | .            | .            | ..           | ..           | ..     | ..     | ..     | .      | ..     | ..     | +.. |

### Statistiche dei giocatori
| Giocatore | IV Serie | IV Serie |
| Giocatore | Presenze | Reti     |
| --------- | -------- | -------- |
| . Cognome | 0        | 0        |
| . Cognome | 0        | 0        |
| . Cognome | 0        | 0        |
| . Cognome | 0        | 0        |
| . Cognome | 0        | 0        |
| . Cognome | 0        | 0        |
| . Cognome | 0        | 0        |
| . Cognome | 0        | 0        |
| . Cognome | 0        | 0        |
| . Cognome | 0        | 0        |
| . Cognome | 0        | 0        |
| . Cognome | 0        | 0        |
| . Cognome | 0        | 0        |
| . Cognome | 0        | 0        |
| . Cognome | 0        | 0        |
| . Cognome | 0        | 0        |
| . Cognome | 0        | 0        |
| . Cognome | 0        | 0        |
| . Cognome | 0        | 0        |
| . Cognome | 0        | 0        |